# Борис Вапцаров
Борис Йонков (Иванов) Вапцаров е български политик от БКП, брат на поета Никола Вапцаров.

## Биография
Роден е на 29 юли 1915 година в град Банско, в семейството на Йонко Вапцаров. Член на Работническия младежки съюз от 1935 година, а на БКП – от 1942 година. Студент, деец на Българския общ народен студентски съюз (1938 – 1940). Брат му Никола Вапцаров го привлича във Военната организация към ЦК на БКП през 1941 година. На 4 март 1942 година е арестуван заедно с брат си, но докато Никола е осъден в процеса срещу ЦК на БРП, той е само свидетел и е изпратен в лагера Еникьой.
След Втората световна война заема висши партийни постове, като секретар на Областния комитет на БКП за Благоевградска област. Става посланик на Народна република България в Алжир. Той е един от малкото, които едновременно с работата си като посланици, изпълняват и дейност като депутати в Народното събрание. Заема поста първи заместник-министър на Просветното министерство. До пенсионирането си е посланик на България в Испания. Член е на ЦК на БКП от 1957 до 1971 г. (от 6 до 9 конгрес).
Борис Вапцаров умира през 1980 година на поста заместник-председател на Славянския комитет в България.